# Jorge Rodríguez
Jorge Rodríguez Esquivel (født 18. april 1968 i Toluca, død 8. august 2024) var en mexicansk fodboldspiller (midtbane).
Rodríguez tilbragte sin karriere hos først Deportivo Toluca, sidenhen Santos Laguna og til sidst CF Pachuca. Med både Santos Laguna og Pachuca var han med til at vinde det mexicanske mesterskab.
Rodríguez spillede desuden 40 kampe og scorede tre mål for Mexicos landshold. Han repræsenterede sit land ved VM i 1994 i USA, hvor han spillede tre af mexicanernes fire kampe. I 1/8-finalen mod Bulgarien brændte han i den straffesparkskonkurrence, der skulle afgøre opgøret, og som mexicanerne endte med at tabe.

## Titler
Liga MX
- 1997 med Santos Laguna
- 2002 og 2004 med CF Pachuca

Copa MX
- 1989 med Deportivo Toluca

CONCACAF Gold Cup
- 1993 med Mexico